# Кипкембои, Николас
Николас Кипкембои — кенийский бегун на длинные дистанции. Победитель 15-километрового пробега Zevenheuvelenloop 2012 года с результатом 42.01. Занял 7-е место на Берлинском полумарафоне 2012 года — 1:00.15.
25 ноября 2012 года на соревнованиях в Хайдарабаде стал серебряным призёром на дистанции 10 километров по шоссе с личным рекордом — 27.37. Занял 6-е место на Дубайском марафоне 2013 года — 2:06.33.